# Hugo Villaverde
Hugo Eduardo Villaverde (Ciudad de Santa Fe, Santa Fe, Argentina, 27 de enero de 1954-Ciudad de Santa Fe, 17 de noviembre de 2024) fue un futbolista argentino. Jugaba como defensor y su último club fue Independiente. Es considerado uno de los mejores defensores del fútbol argentino,[¿según quién?] formando una destacada dupla de centrales de la Argentina junto a Enzo Trossero.

## Trayectoria en clubes

### Colón
Se inició en Colón de su ciudad, donde fue transferido a Independiente junto a su compañero Enzo Trossero, con quien luego conformaría un binomio central estable.

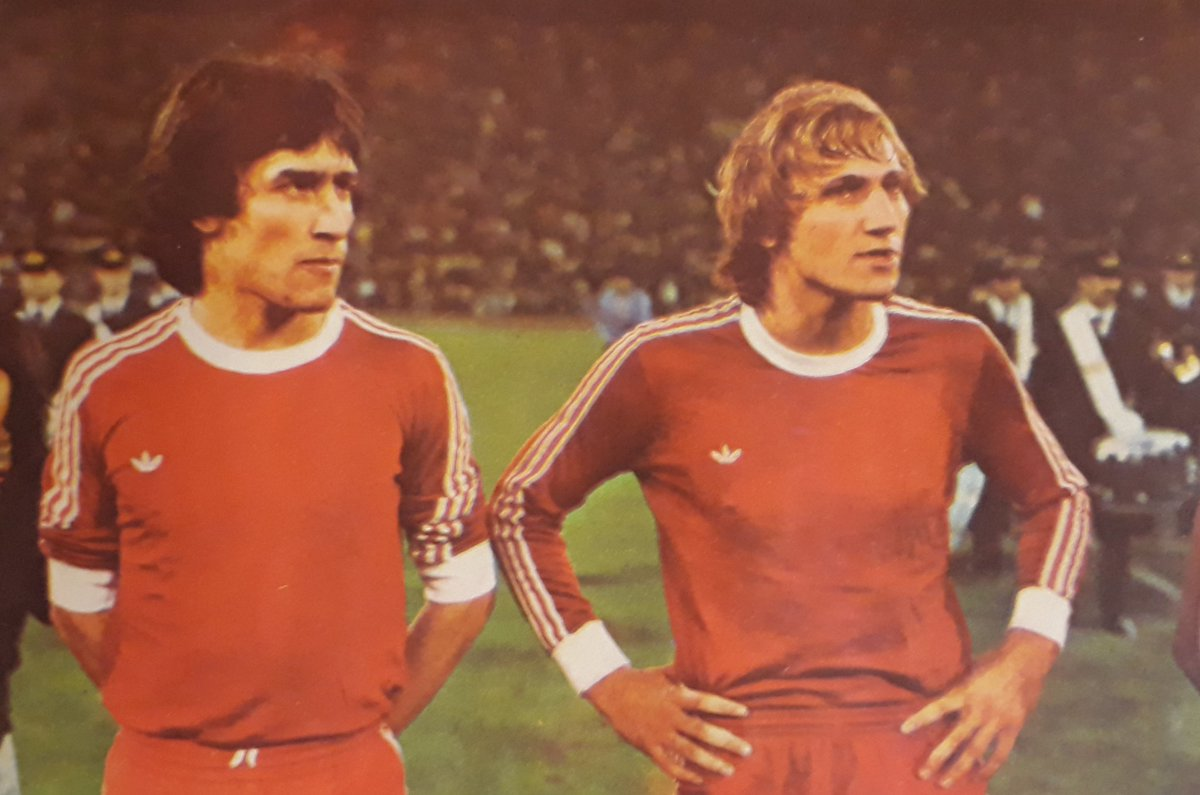
Villaverde y Trossero, una de las zagas centrales más importantes del fútbol argentino.

### Independiente
Llegó a Independiente en 1976 y permaneció hasta 1989, año en que se retiró del fútbol. De muy buenos recursos técnicos y enorme capacidad para la marca y la cesión de la pelota con precisión y sutileza, siempre se le reconoció a Villaverde su capacidad para la recuperación física.[¿según quién?] Algunos periodistas señalaron reiteradamente que los delanteros nunca podían considerar que lo habían terminado de pasar o eludir, debido a su recuperación y a la salida jugando con su clase y técnica.

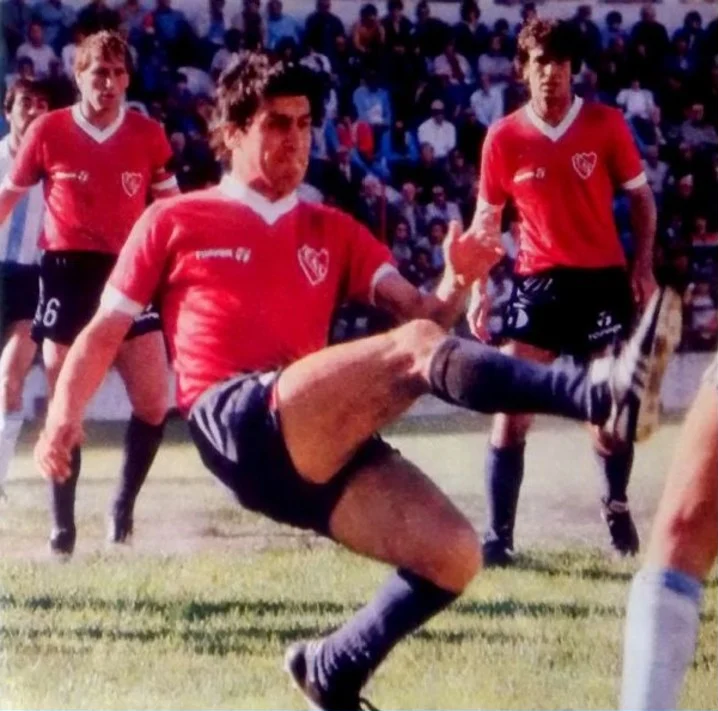
Villaverde jugando para Independiente.

Aquejado por una serie de lesiones en el tobillo y la rodilla, el Dr. Fernández Schnoor, médico del plantel profesional de Independiente, explicó que “su ansiedad por volver rápido le juega en contra”. A Villaverde, lo fastidiaban menos las lesiones que su repercusión: “Siempre se habló mucho más de mi rodilla o mi tobillo que de mi rendimiento futbolístico”. El 30 de junio de 1989 decidió su retiro y a pesar de que don Pedro Iso, el presidente de Independiente le solicitó que postergara el abandono un año más, el defensor santafesino se negó.  

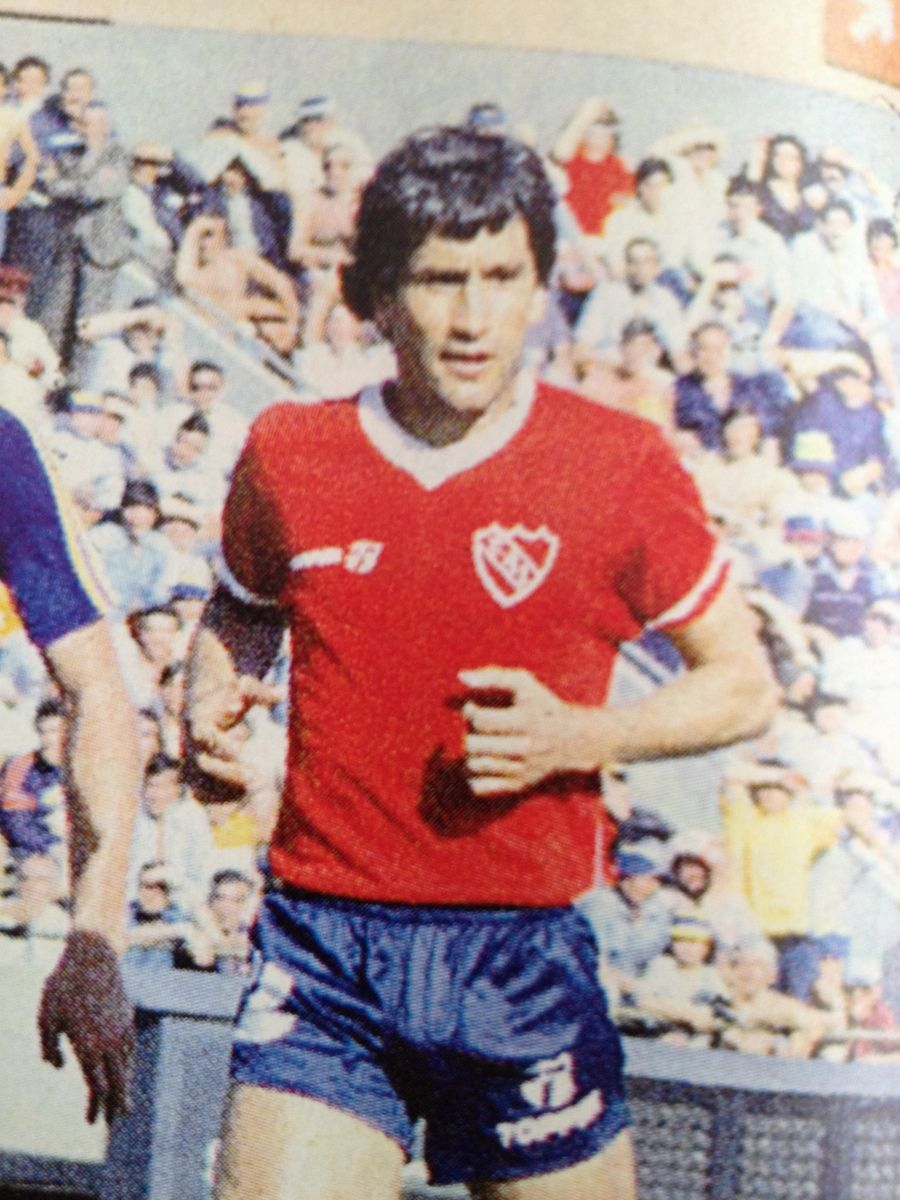
Hugo es considerado por muchos como el mejor 2 en la historia de los Diablos Rojos.

Otra de sus características personales es que Hugo Villaverde no hablaba con la prensa. “Lo que pasa es que yo digo una cosa y después escriben otra”, se justificó. “Además, me gusta más escuchar que hablar”, agregó. Los sobres que llevan su nombre en los archivos periodísticos son una constatación: dos, tres, cuatro páginas, “foto yo solo no, tomá una con todos los muchachos”. Una frase destacada: “Lo que más me cuesta del fútbol son los reportajes”. Una vez lo había anticipado: “Cuando yo me retire del fútbol, ni el técnico se va a dar cuenta. Va a ir a la práctica y va a decir ¿Cómo, Villaverde no se cambiaba allí? Así va a ser...”.
Fue, para muchos, el mejor 2 en la historia de Independiente.
Llegó a disputar 437 partidos en el Fútbol Argentino, de los cuales 57 fueron en Cólon y 380 en Independiente. Una particularidad suya es que en todos estos encuentros solo convirtió un gol: en el partido de ida de la definición de la Copa Interamericana 1975.
Fue cuatro veces campeón argentino (1977-78-83 y 88/89), también ganó la Copa Interamericana 1975, la Copa Libertadores 1984 y la Copa Intercontinental 1984, frente al Liverpool.

## Selección nacional
Debutó contra Bulgaria y protagonizó la gira que durante 1979 se realizó por Europa, formando la dupla central con Passarella. En el partido contra Holanda (0-0) por el 75.º aniversario de la FIFA, convirtió un penal en la definición. Fue una de las escasas veces que pateó al arco contrario. Se destacó contra Italia (2-2). En el partido contra Irlanda jugó con su eterno compañero Enzo Trossero. En Hampden Park, el día que Maradona metió su primer gol con la albiceleste, se lesionó de gravedad. Estuvo varios meses fuera de las canchas. Su experiencia internacional terminó en 1980, cuando volvió a lesionarse en un partido contra Irlanda jugado en cancha de River. Menotti llamó otra vez a Luis Galván, que había jugado muy bien en 1978, pero que estuvo muy flojo 4 años más tarde. 

## Estadísticas
Datos actualizados a fin de carrera deportiva.
| Colón Argentina | 1.ª           | 1973          | 5   | 0 | - | - | -  | - | 5   | 0 |
| Colón Argentina | 1.ª           | 1974          | 27  | 0 | - | - | -  | - | 27  | 0 |
| Colón Argentina | 1.ª           | 1975          | 25  | 0 | - | - | -  | - | 25  | 0 |
| Colón Argentina | Total club    | Total club    | 57  | 0 | 0 | 0 | 0  | 0 | 57  | 0 |
| Independiente Argentina | 1.ª           | 1976          | 29  | 0 | - | - | 7  | 0 | 36  | 0 |
| Independiente Argentina | 1.ª           | 1977          | 53  | 0 | - | - | -  | - | 53  | 0 |
| Independiente Argentina | 1.ª           | 1978          | 46  | 0 | - | - | 7  | 0 | 53  | 0 |
| Independiente Argentina | 1.ª           | 1979          | 14  | 0 | - | - | 4  | 0 | 18  | 0 |
| Independiente Argentina | 1.ª           | 1980          | 22  | 0 | - | - | -  | - | 22  | 0 |
| Independiente Argentina | 1.ª           | 1981          | 27  | 0 | - | - | -  | - | 27  | 0 |
| Independiente Argentina | 1.ª           | 1982          | 36  | 0 | - | - | -  | - | 36  | 0 |
| Independiente Argentina | 1.ª           | 1983          | 47  | 0 | - | - | -  | - | 47  | 0 |
| Independiente Argentina | 1.ª           | 1984          | 16  | 0 | - | - | 12 | 0 | 28  | 0 |
| Independiente Argentina | 1.ª           | 1985          | 8   | 0 | - | - | 4  | 0 | 12  | 0 |
| Independiente Argentina | 1.ª           | 1985-86       | 26  | 0 | - | - | -  | - | 26  | 0 |
| Independiente Argentina | 1.ª           | 1986-87       | 32  | 0 | - | - | 9  | 0 | 41  | 0 |
| Independiente Argentina | 1.ª           | 1987-88       | 9   | 0 | - | - | -  | - | 9   | 0 |
| Independiente Argentina | 1.ª           | 1988-89       | 4   | 0 | - | - | -  | - | 4   | 0 |
| Independiente Argentina | Total club    | Total club    | 369 | 0 | 0 | 0 | 43 | 0 | 412 | 0 |
| Total carrera | Total carrera | Total carrera | 426 | 0 | 0 | 0 | 43 | 0 | 469 | 0 |
| (1) Incluye datos de la Copa Libertadores (1976, 1978, 1979, 1984, 1985, 1987); Copa Interamericana (1975); Copa Intercontinental (1984). (2) No incluye goles en partidos amistosos. |               |               |     |   |   |   |    |   |     |   |

## Palmarés

### Campeonatos nacionales
| Título                         | Club          | Sede         | Año     |
| ------------------------------ | ------------- | ------------ | ------- |
| Campeonato de Primera División | Independiente | Córdoba      | N-1977  |
| Campeonato de Primera División | Independiente | Avellaneda   | N-1978  |
| Campeonato de Primera División | Independiente | Avellaneda   | 1983    |
| Campeonato de Primera División | Independiente | Buenos Aires | 1988/89 |

### Campeonatos internacionales
| Título                | Club          | Sede       | Año  |
| --------------------- | ------------- | ---------- | ---- |
| Copa Interamericana   | Independiente | Caracas    | 1976 |
| Copa Libertadores     | Independiente | Avellaneda | 1984 |
| Copa Intercontinental | Independiente | Tokio      | 1984 |